# 잘츠부르크
잘츠부르크(독일어: Salzburg; 듣기 (도움말·정보), 문화어: 잘쯔부르그)는 오스트리아 서부에 있는 도시로 잘츠부르크주의 주도이기도 하다. 잘츠부르크는 바로크 양식의 건축과, 다양한 역사, 모차르트의 출생지, 그리고 알프스로의 관문으로 널리 알려져 있다. Salzburg는 문자 그대로 Salt Castle(소금성) 또는 Salt Fortress(소금요새)라는 의미이다.

## 위치
뮌헨으로부터 동쪽으로 약 150 km, 빈으로부터는 서쪽으로 300 km 거리에 있는 잘츠부르크는 알프스산맥 북쪽 경계의 잘차흐강 양쪽 기슭에 위치해 있다.

## 초기 역사
기원전 15년 경 고대 로마인들에 의해 여러 정착지가 하나로 합쳐졌다. 당시의 도시는 "Juvavum"이라고 불리었고, 서기 45년에는 무니시피움(Municipium)의 지위를 얻었다. 이 시기에 유대인 정착민들의 기록이 나타난다.
700년 경에는 도시에 로마 관구가 설치되었고, 이후 바바리아를 관장하는 대교구가 되었다. 당시 이 도시의 경제는 암염 채굴을 통한 소금 생산에 기반했다. "Salz"는 소금을, "Burg"는 성을 뜻하는 독일어이며, 따라서 잘츠부르크라는 이름은 "소금의 성"을 의미한다. 도시를 가로지르는 강은 주변 산에서 채굴한 소금을 수송하는 대동맥의 역할을 했다.
1077년에는 게브하르트 공의 명령으로 요새가 건설되었다. 15세기 후반에는 유대인들이 도시에서 추방되었다. 1803년까지, 잘츠부르크 대주교는 도시와 그 주변 지역의 통치자였다. 대주교 군주 계승자들은 도시를 가꾸어갔으며, 그 가운데 현재의 모습을 만드는 데에 큰 역할을 한 볼프 디트리흐가 유명하다. 그의 영향으로 잘츠부르크 성당과 미라벨 정원 등의 구조물이 건설되었다. 잘츠부르크는 1803년에 오스트리아의 일부가 되었다.

## 20세기의 역사
제2차 세계 대전 동안에 도시는 다행히 연합군의 폭격으로부터 큰 피해를 받지 않았다. 비록 도시의 교량, 성당의 돔 등은 파괴되었지만, 바로크 양식의 많은 건축물들은 손상되지 않았다. 그 결과, 도시 자체의 양식을 그대로 지니고 있는 몇 안되는 예 가운데 하나가 되었다.
1965년에는 영화 《사운드 오브 뮤직》이 잘츠부르크와 잘츠부르크 연방주에서 촬영되었다. 이 영화는 잘츠부르크의 수녀였던 마리아 폰 트랍이 귀족 가문과 동반해 독일의 점령으로부터 탈출했던 실제의 이야기에 바탕을 두고 있다. 이 영화는 오스트리아인에게는 상대적으로 잘 알려지지 않았지만, 촬영지를 방문함으로써 영화를 되새기기 위해 방문하는 관광객들이 많다.

## 잘츠부르크 출신의 유명인들
- 볼프강 아마데우스 모차르트는 잘츠부르크에서 태어나 자랐다. 그의 생가와 살던 곳은 관광객들 사이에서 유명하다. 그의 가족은 구 도심의 작은 교회 뒷마당에 묻혔으며, 도시에는 그를 기리는 많은 동상들이 세워져 있다.
- 음향악 이론의 전문가인 크리스티앙 도플러는 잘츠부르크에서 태어났다. 그는 도플러 이론의 발견으로 유명하다.
- 요세프 모어는 잘츠부르크에서 태어났다. 그는 프란츠 그루베르와 함께 고요한 밤 거룩한 밤을 작곡하고 작사했다. 근처에 위치한 오베른도르프의 사제였던 그는 1818년에 그 노래를 초연했다.
- 작가 슈테판 츠바이크는 1934년에 떠나기 전까지 15년간을 잘츠부르크에서 살았다.
- 19세기의 오스트리아 미술가인 한스 마카르트는 잘츠부르크에서 태어났다. 그를 기리기 위한 마카르트 광장도 존재한다.
- 작가 토마스 베른하르트는 잘츠부르크에서 자랐다.
- 음악가이자 지휘자인 헤르베르트 폰 카라얀은 잘츠부르크에서 태어났으며, 1989년에 부근의 아니프에서 사망하였다.

## 행사
1. 잘츠부르크 축제는 세계적으로 유명한 축제로 매년 7월과 8월에 열려 많은 관광객을 불러들인다. 그보다 작은 규모의 잘츠부르크 부활절 축제는 매년 부활절 기간에 열리고 있다.
2. 잘츠부르크는 2010년 동계 올림픽과 2014년 동계 올림픽의 후보 도시였다. 2010년 개최지 선정에서 캐나다의 밴쿠버에 패했다. 2005년 1월 24일, 국민투표에서의 낮은 지지에도 불구하고, 오스트리아 올림픽 위원회는 잘츠부르크를 또 다시 2014년 동계 올림픽 개최지 선정에 지원할 후보지로 결정하였다. 따라서 2014년 동계 올림픽 개최지 후보도시는 러시아의 소치와 한국의 평창 그리고 오스트리아의 잘츠부르크, 3파전이 되었다. 그러나 2007년에 있었던 개최지 투표에서 소치에 패해 2연속 유치 실패를 하였다. 이에 잘츠부르크는 더 이상 동계올림픽 유치운동을 하지 않을것이라고 하였다.

## 관광 명소
잘츠부르크는 관광객들이 많이 찾는 곳이며, 성수기에는 현지 주민들보다 관광객들이 훨씬 많은 때도 있다.
- 겨울철에는 스키가 중요한 관광 상품이다. 잘츠부르크 자체에는 스키 시설이 없지만, 도시 남쪽의 많은 스키 지역으로의 관문 역할을 한다. 겨울철 잘츠부르크 공항에는 유럽의 많은 전세기가 드나든다.
- 잘츠부르크 성당과 미라벨 정원 등의 바로크 양식 건축물과 구조물들이 유명하다.
- 잘츠카머구트는 잘츠부르크 동쪽에 위치한 잘츠부르크 주에 걸친 호수 지역으로, 유명한 관광지이다.
- 잘츠부르크에 닿아 있는 운터베르크는 독일-오스트리아 국경에 걸친 도시로, 맑은 날에는 알프스와 도시의 전경을 볼 수 있다.
- 히틀러의 은둔지였던 독수리 요새가 잘츠부르크 근처의 베르히테스가덴에 위치하고 있다.

## 교통
철도를 통해 쉽게 접근할 수 있다. 동서를 가로질러 빈, 뮌헨, 인스부르크와 취리히 등으로 연결되는 철도와, 매일 두 번 운행하는 인터시티 익스프레스(ICE)가 있다. 남쪽을 향해 알프스를 지나며 이탈리아로 연결되는 철도의 중심지 역할을 하기도 한다.
잘츠부르크 공항에는 프랑크푸르트, 빈, 런던, 암스테르담과 취리히 등의 유럽 주요 도시를 잇는 정기 항공편이 취항하고 있다. 그러나 대부분의 항공편은 전세기편이다.

## 인구
| 연도                      | 인구    | ±%     |
| ------------------------- | ------- | ------ |
| 1869                      | 27,858  | —      |
| 1880                      | 33,241  | +19.3% |
| 1890                      | 38,081  | +14.6% |
| 1900                      | 48,945  | +28.5% |
| 1910                      | 56,423  | +15.3% |
| 1923                      | 60,026  | +6.4%  |
| 1934                      | 69,447  | +15.7% |
| 1939                      | 77,170  | +11.1% |
| 1951                      | 102,927 | +33.4% |
| 1961                      | 108,114 | +5.0%  |
| 1971                      | 129,919 | +20.2% |
| 1981                      | 139,426 | +7.3%  |
| 1991                      | 143,978 | +3.3%  |
| 2001                      | 142,662 | −0.9%  |
| 2011                      | 145,367 | +1.9%  |
| 2016                      | 150,887 | +3.8%  |
| Source: Statistik Austria |         |        |

## 기후
| 잘츠부르크 (잘츠부르크 공항)의 기후                                                                                            | 잘츠부르크 (잘츠부르크 공항)의 기후 | 잘츠부르크 (잘츠부르크 공항)의 기후 | 잘츠부르크 (잘츠부르크 공항)의 기후 | 잘츠부르크 (잘츠부르크 공항)의 기후 | 잘츠부르크 (잘츠부르크 공항)의 기후 | 잘츠부르크 (잘츠부르크 공항)의 기후 | 잘츠부르크 (잘츠부르크 공항)의 기후 | 잘츠부르크 (잘츠부르크 공항)의 기후 | 잘츠부르크 (잘츠부르크 공항)의 기후 | 잘츠부르크 (잘츠부르크 공항)의 기후 | 잘츠부르크 (잘츠부르크 공항)의 기후 | 잘츠부르크 (잘츠부르크 공항)의 기후 | 잘츠부르크 (잘츠부르크 공항)의 기후 |
| 월 | 1월                                 | 2월                                 | 3월                                 | 4월                                 | 5월                                 | 6월                                 | 7월                                 | 8월                                 | 9월                                 | 10월                                | 11월                                | 12월                                | 연간                                |
| --- | ----------------------------------- | ----------------------------------- | ----------------------------------- | ----------------------------------- | ----------------------------------- | ----------------------------------- | ----------------------------------- | ----------------------------------- | ----------------------------------- | ----------------------------------- | ----------------------------------- | ----------------------------------- | ----------------------------------- |
| 역대 최고 기온 °C (°F) | 20.8 (69.4)                         | 21.7 (71.1)                         | 24.9 (76.8)                         | 30.3 (86.5)                         | 34.1 (93.4)                         | 35.7 (96.3)                         | 37.7 (99.9)                         | 36.6 (97.9)                         | 33.3 (91.9)                         | 28.2 (82.8)                         | 24.1 (75.4)                         | 19.1 (66.4)                         | 37.7 (99.9)                         |
| 일평균 최고 기온 °C (°F) | 3.4 (38.1)                          | 6.2 (43.2)                          | 10.2 (50.4)                         | 15.7 (60.3)                         | 19.3 (66.7)                         | 23.2 (73.8)                         | 24.3 (75.7)                         | 24.0 (75.2)                         | 19.9 (67.8)                         | 14.4 (57.9)                         | 8.5 (47.3)                          | 4.0 (39.2)                          | 14.4 (57.9)                         |
| 일일 평균 기온 °C (°F) | 0.0 (32.0)                          | 1.6 (34.9)                          | 5.7 (42.3)                          | 10.1 (50.2)                         | 14.4 (57.9)                         | 17.9 (64.2)                         | 19.6 (67.3)                         | 19.4 (66.9)                         | 15.0 (59.0)                         | 10.4 (50.7)                         | 4.8 (40.6)                          | 0.9 (33.6)                          | 10.0 (50.0)                         |
| 일평균 최저 기온 °C (°F) | −3.6 (25.5)                         | −2.8 (27.0)                         | 0.7 (33.3)                          | 4.3 (39.7)                          | 8.3 (46.9)                          | 12.5 (54.5)                         | 13.8 (56.8)                         | 13.6 (56.5)                         | 10.1 (50.2)                         | 5.6 (42.1)                          | 0.9 (33.6)                          | −2.5 (27.5)                         | 5.1 (41.2)                          |
| 역대 최저 기온 °C (°F) | −30.4 (−22.7)                       | −30.6 (−23.1)                       | −21.6 (−6.9)                        | −9.2 (15.4)                         | −3.4 (25.9)                         | −0.1 (31.8)                         | 3.7 (38.7)                          | 2.0 (35.6)                          | −3.0 (26.6)                         | −8.3 (17.1)                         | −18.0 (−0.4)                        | −27.7 (−17.9)                       | −30.6 (−23.1)                       |
| 평균 강수량 mm (인치) | 59 (2.3)                            | 53 (2.1)                            | 87 (3.4)                            | 78 (3.1)                            | 115 (4.5)                           | 151 (5.9)                           | 158 (6.2)                           | 164 (6.5)                           | 112 (4.4)                           | 73 (2.9)                            | 72 (2.8)                            | 72 (2.8)                            | 1,195 (47.0)                        |
| 평균 강설량 cm (인치) | 20.0 (7.9)                          | 19.5 (7.7)                          | 11.5 (4.5)                          | 1.4 (0.6)                           | 0.0 (0.0)                           | 0.0 (0.0)                           | 0.0 (0.0)                           | 0.0 (0.0)                           | 0.0 (0.0)                           | 0.6 (0.2)                           | 6.5 (2.6)                           | 18.8 (7.4)                          | 78.3 (30.8)                         |
| 평균 강설일수 (≥ 1.0 cm) | 14.6                                | 12.2                                | 5.6                                 | 0.8                                 | 0.0                                 | 0.0                                 | 0.0                                 | 0.0                                 | 0.0                                 | 0.2                                 | 3.8                                 | 10.0                                | 47.2                                |
| 평균 상대 습도 (%) (14:00) | 71.7                                | 63.5                                | 56.1                                | 50.5                                | 53.0                                | 54.6                                | 53.2                                | 55.0                                | 59.3                                | 62.9                                | 71.1                                | 73.9                                | 60.4                                |
| 평균 월간 일조시간 | 67.0                                | 91.9                                | 130.0                               | 152.6                               | 196.4                               | 193.9                               | 221.1                               | 202.8                               | 167.7                               | 129.7                               | 81.2                                | 62.8                                | 1,697.1                             |
| 가능 일조율 | 26.9                                | 34.4                                | 37.9                                | 39.4                                | 44.3                                | 43.7                                | 48.8                                | 48.3                                | 47.4                                | 42.9                                | 30.8                                | 26.7                                | 39.3                                |
| 출처 1: 오스트리아 중앙기상지구역학연구소 (평년값: 1991년~2020년, 극값: 1874년~현재, 강수: 1981년~2010년, 일조: 1971년~2000년) |                                     |                                     |                                     |                                     |                                     |                                     |                                     |                                     |                                     |                                     |                                     |                                     |                                     |
| 출처 2: Meteo Climat (극값 일부)                                                                                               |                                     |                                     |                                     |                                     |                                     |                                     |                                     |                                     |                                     |                                     |                                     |                                     |                                     |

## 갤러리
|  |  |
|  |  |

## 자매 도시
- 프랑스 랭스 (1964년)
- 미국 애틀랜타 (1967년)
- 이탈리아 베로나 (1973년)
- 니카라과 레온 (1984년)
- 탄자니아 신기다 (1984년)
- 리투아니아 빌뉴스 (1989년)
- 독일 드레스덴 (1991년)
- 일본 가와사키시 (1992년)
- 이탈리아 메라노 (2000년)
- 중국 상하이시 (2004년)
- 스위스 베른 (2006년)
- 포르투갈 소아 조앙 다 마데이라 (2007년)

## 같이 보기
- 오스트리아의 세계유산